# 변위효소
변위효소(變位酵素, 영어: mutase)는 동일한 분자 내의 한 위치에서 다른 위치로 작용기의 이동을 촉매하는 효소로 이성질화효소의 한 종류이다. 뮤테이스라고도 한다. 즉 변위효소는 분자 내 작용기의 전달을 촉매한다. 변위효소의 예로는 적혈구에 존재하는 비스포스포글리세르산 변위효소와 해당과정의 효소인 포스포글리세르산 변위효소가 있다. 포스포글리세르산 변위효소는 해당과정에서 3-포스포글리세르산을 2-포스포글리세르산으로 전환하는 과정을 촉매한다. 특히 포스포글리세르산 변위효소는 단일 분자 내에서 인산기의 이동을 촉매한다.

## 같이 보기
- 포스포글루코뮤테이스
- 메틸말로닐-CoA 뮤테이스
- 포스포글리세르산 변위효소